# L'Adoration des mages (Zurbarán)
Pour les articles homonymes, voir L'Adoration des mages.
L'Adoration des mages est un tableau réalisé par le peintre espagnol Francisco de Zurbarán en 1638-1639. De format vertical, cette huile sur toile est une peinture chrétienne qui représente l'Adoration des mages. Don de Léon de Beylié en 1901, l'œuvre est conservée au musée de Grenoble, à Grenoble, en France,.